# 辉煌号卫星

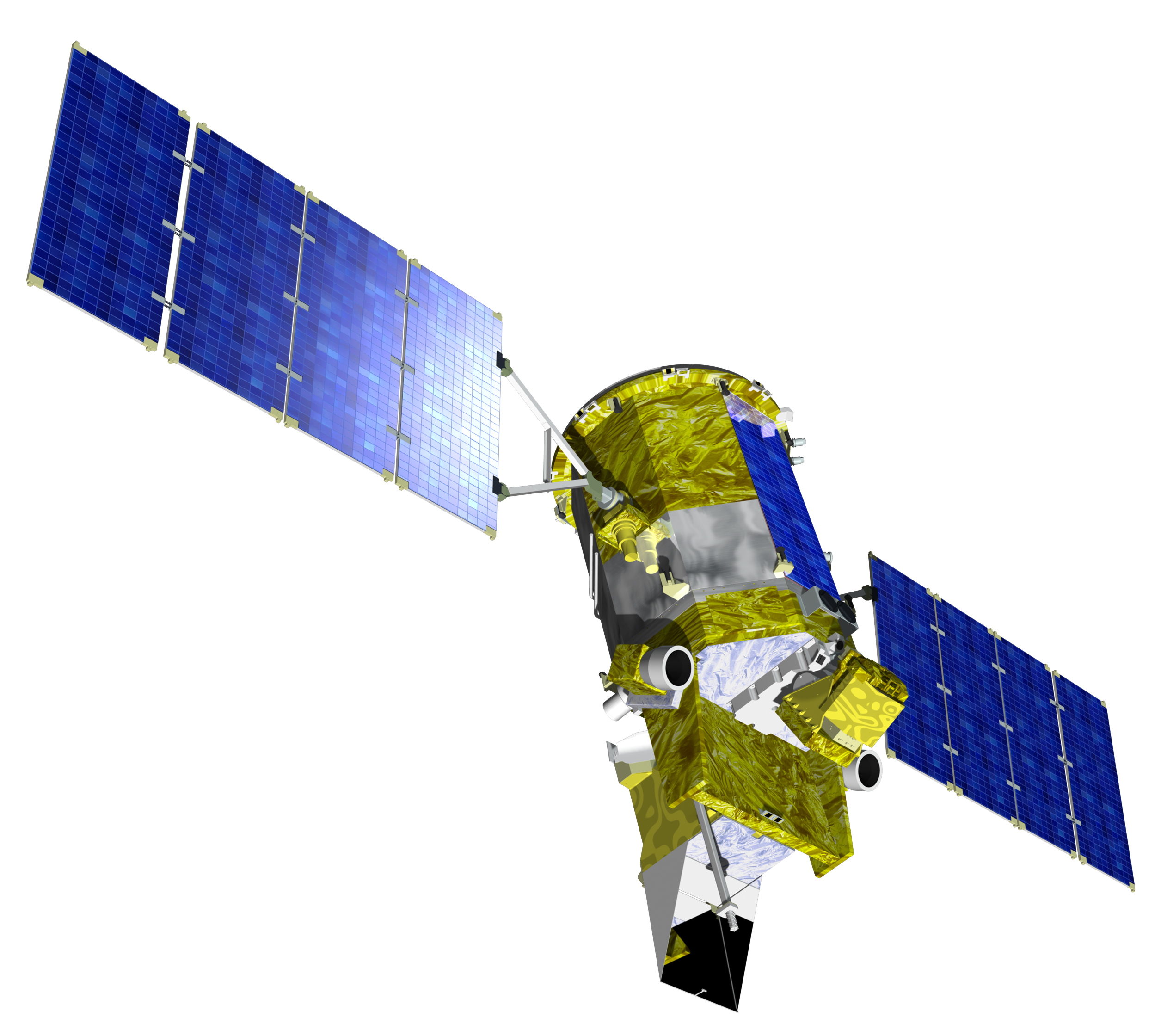
辉煌号卫星

辉煌号卫星（Glory）是美国国家航空航天局在2011年发射的一颗地球探测卫星，卫星的任务是在700公里高空分析火山、森林火灾、烟囱和排气管所排出的悬浮颗粒。
该卫星原定于2011年2月23日在范登堡空军基地通过金牛座XL（Taurus XL）火箭发射升空，后因故推迟了数日。

2011年3月4日，火箭升空六分钟后，整流罩没有正确的与火箭分离，卫星未能进入预定轨道，整体坠入太平洋。这次失败与两年前美国嗅碳卫星坠落事故十分相似。